# Escwine d'Essex
Escwine (també escrit Æscwine, Erkenswine o Erchenswine) va ser, segons la llista de genealogies anglosaxones, el primer rei d'Essex. La data aproximada del seu regnat va del 527 al 587.
Els seus descendents són l'anomenada dinastia dels Aescingues.
Gairebé no hi ha proves de la seva existència. El seu nom, escrit Æscwine, apareix per primera vegada en la genealogia dels reis d'Essex, que es conserva en mal estat en la Biblioteca Britànica, un manuscrit anomenat  MS 23211, probablement de finals del segle IX. En ell es diu que va ser el pare del rei Sledda i que ell era fill d'un tal Offa, fill de Bedca, fill de Sigefugl, fill de Swæppa, fill d'Antsecg, fill de Gesecg, fill de Seaxnet (després el van incloure en la mitologia dels saxons, a l'estil d'Evèmer), el qual en les posteriors genealogies era fill del déu Wodan.
Altra informació prové de cròniques escrites als segles xii i xiii, les quals sembla que es van fer servir pel omplir el buid històric del període anterior a la conquesta normanda de la Gran Bretanya. Aquestes obres són: Historia Anglorum de Henry de Huntingdon, Flores Historiarum de Roger de Wendover, i la Chronica Majora de Mateu de París. Aquests substitueixen el nom Æscwine pel d'Erkenwine o Erchenwine. Aquestes dues formes del nom no sembla que tinguin cap relació amb els noms emprats a Kent, el regne veí d'Essex. Basats en cap font d'informació, Roger de Wendover i Mateu de París afirmen que Erkenwine va fundar el regne l'any 527 i que el va governar fins al 587, any en què va morir i va ser succeït pel seu fill Sledda. Aquesta llargada del seu regnat resulta xocant pel que acostumaven a durar els regnats dels seus contemporanis. Altres genealogies alternatives són les de Guillem de Malmesbury i John de Worcester (Chronicon B), en les quals Sledda consta com a primer rei d'Essex.